# Biscucuy
Biscucuy – miasto w Wenezueli, w stanie Portuguesa.